# Kościół Chrześcijan Wiary Ewangelicznej w RP
Kościół Chrześcijan Wiary Ewangelicznej w Rzeczypospolitej Polskiej – chrześcijański wolny kościół protestancki o charakterze ewangelikalnym nurtu zielonoświątkowego, zorganizowany jako federacja niezależnych od siebie zborów o ustroju kongregacjonalnym. W jego łonie znajdują się zarówno klasyczne zbory zielonoświątkowe, jak również wspólnoty neocharyzmatyczne (np. Kościół „Spichlerz”). Kościół jest członkiem Aliansu Ewangelicznego w RP. Wpisany jest do rejestru Kościołów i związków wyznaniowych Ministerstwa Spraw Wewnętrznych i Administracji w dziale A, pod nr 25. Siedziba władz Kościoła znajduje się w Kielcach. Prezbiterem Naczelnym jest pastor Andrzej Jeziernicki. W 2024 roku Kościół zrzeszał 1810 wiernych (w tym 75 duchownych) w 59 zborach.

## Charakterystyka
Jest jednym z czterech wyznań powstałych po rozpadzie ZKE w 1988 roku. Jest wyznaniem chrześcijańskim o charakterze zielonoświątkowym funkcjonującym jako wspólnota autonomicznych zborów. Jako Kościół o charakterze ewangelicznym podkreśla znaczenie Pisma Świętego (Starego i Nowego Testamentu) jako najważniejszego autorytetu w kwestii wiary i życia. Członkami wspólnot stają się chrześcijanie, którzy świadomie przyjęli Jezusa jako swojego Pana i Zbawiciela, czyli przeżyli nawrócenie oraz przyjęli chrzest wiary. Jako Kościół o charakterze zielonoświątkowym KChWE wierzy i praktykuje ponadnaturalne działanie Ducha Świętego jak mówienie innymi językami, uzdrawianie chorych, wypędzanie złych duchów, cuda i proroctwa itd. Kościół poprzez należące do niego wspólnoty uczestniczy w wypełnianiu wielkiego nakazu misyjnego przekazanego przez Jezusa swoim naśladowcom.

## Historia
Początki kościoła sięgają okresu międzywojennego. W 1929 roku utworzono Związek Zborów Chrześcijan Wiary Ewangelicznej. W 1937 roku kościół liczył 21 501 członków.
W czasach PRL-u kościół należał do ZKE. Po rozpadzie ZKE 86 zborów weszło w struktury Kościoła Zielonoświątkowego, jednak 18 zborów głównie z województwa lubelskiego, odmówiło wejścia w struktury KZ. W 1994 roku KChWE liczył 1750 wiernych, 28 duchownych, 5 domów modlitwy i 18 zborów. W 1999 liczył około 2000 wiernych skupionych w 25 zborach.

## Zasady wiary
Kościół Chrześcijan Wiary Ewangelicznej wierzy w:
- Nieomylność całego Pisma Świętego, jako Słowa Bożego natchnionego przez Ducha Świętego; Trójjedynego Boga – jako Ojca, Syna – Jezusa Chrystusa i Ducha Świętego;
- Synostwo Boże Jezusa Chrystusa, poczętego z Ducha Świętego, narodzonego z Marii Panny;
- Jego śmierć na krzyżu za grzechy świata i Jego zmartwychwstanie w ciele;
- Jego wniebowstąpienie i powtórne przyjście;
- Życie wieczne i wieczne potępienie;
- Możliwość pojednania się z Bogiem przez wyznanie grzechów i przyjęcie uwolnienia z win przez krew Jezusa Chrystusa;
- Przeżycie chrztu w Duchu Świętym i doświadczenie pełni Ducha i charyzmatów Ducha Świętego;
- Uzdrowienie chorych przez wiarę w zbawcze dzieło Pana Jezusa.

## Zbory Kościoła Chrześcijan Wiary Ewangelicznej
- Bytom – zbór w Bytomiu[6]
- Cieszyn – zbór „Dom na Skale”[6]
- Dąbrowa Górnicza – zbór w Dąbrowie Górniczej[6]
- Elbląg – zbór w Elblągu[7]
- Gdynia – zbór w Gdyni”[8]
- Gdańsk – zbór „Betezda”[8]
- Gniezno – zbór „Przebudzenie”[9]
- Hrubieszów – zbór w Hrubieszowie[10]
- Janów Lubelski – Wspólnota „Eklezja”[10]
- Jawor – zbór „Siloah”[11]
- Kartuzy – zbór w Kartuzach[8]
- Kielce – zbór w Kielcach[12]
- Konin – zbór „Betel”[9]
- Kozienice – zbór w Kozienicach[13]
- Kraków – zbór „Nowe Przymierze”[14]
- Lublin – zbór „Brama Nadziei”
- Łęczna – zbór w Łęcznej[10]
- Łódź – zbór w Łodzi[15]
- Miasteczko Śląskie – Centrum Chrześcijańskie „Słowo Życia”[6]
- Pińczów – zbór w Pińczowie[12]
- Puławy – zbór w Puławach[10]
- Radom – zbór w Radomiu[13]
- Radzyń Podlaski – zbór „Nowe Jeruzalem”[10]
- Rokitno Szlacheckie – zbór w Rokitnie Szlacheckim[6]
- Stalowa Wola – zbór „Dom Modlitwy”[16]
- Starachowice – zbór w Starachowicach[12]
- Szydłowiec – Gospel Forum[13]
- Szczecin – Centrum Chrześcijańskie „Tchnienie Życia”[17]
- Szczecin – zbór „Immanuel”[17]
- Świdnik – zbór „Koinonia”[10]
- Tarnów – zbór „Źródło”[14]
- Wałbrzych – zbór „Spichlerz”[11]
- Warszawa – Kościół Ewangeliczny Zgromadzenia Bożego[13]
- Warszawa – zbór „Spichlerz”[13]
- Warszawa – zbór w Warszawie[13]
- Warszawa – Żydowska Mesjańska Wspólnota – Shalom[13]
- Włoszczowa – zbór „Wspólnota Ewangeliczna”[12]
- Wólka Tanewska – zbór w Wólce Tanewskiej[16]
- Zamość – Kościół Ewangeliczny Zgromadzenia Bożego[10]
- Zielona Góra – zbór w Zielonej Górze[18]

## Statystyki

### Dane według statystycznych ankiet wyznaniowych
| Rok  | Liczba wiernych | Liczba zborów | Liczba kościołów/kaplic | Liczba duchownych |
| ---- | --------------- | ------------- | ----------------------- | ----------------- |
| 1988 | 4064            | 13            | 2                       | 45                |
| 1990 | 1460            | 19            | 5                       | 32                |
| 1992 | 1750            | 18            | 5                       | 28                |
| 2001 | 670             | 26            | 4                       | 44                |
| 2002 | 860             | 25            | 3                       | 34                |
| 2003 | 813             | 30            | 4                       | 35                |
| 2009 | 1013            | 40            | 33                      | 39                |
| 2010 | 1029            | 41            | 35                      | 40                |
| 2011 | 1040            | 39            | 34                      | 40                |
| 2012 | 1054            | 42            |                         | 40                |
| 2013 | 1184            | 46            | 35                      | 38                |
| 2014 | 1200            | 36            | 35                      | 40                |
| 2015 | 1250            | 48            | 35                      | 44                |
| 2016 | 1310            | 50            | 37                      | 47                |
| 2017 | 1500            | 52            | 39                      | 66                |
| 2018 | 1520            | 53            | 39                      | 66                |
| 2019 | 1511            | 53            | 39                      | 65                |
| 2020 | 1511            | 53            | 39                      | 63                |
| 2021 | 1570            | 55            | 41                      | 65                |
| 2022 | 1595            | 56            |                         | 66                |
| 2023 | 1646            | 59            |                         | 71                |
| 2024 | 1810            | 59            |                         | 75                |

### Dane według wyników spisów powszechnych
| Spis powszechny               | Liczba deklaracji |
| ----------------------------- | ----------------- |
| Narodowy Spis Powszechny 2011 | 540               |
| Narodowy Spis Powszechny 2021 | 688               |